# Pictoepalpus clarus
Pictoepalpus clarus là một loài ruồi trong họ Tachinidae.